# Dipseudopsis scissa
Dipseudopsis scissa är en nattsländeart som beskrevs av Georg Ulmer 1905. Dipseudopsis scissa ingår i släktet Dipseudopsis och familjen Dipseudopsidae. Inga underarter finns listade i Catalogue of Life.